# ند پرایس
ادوارد «نِد» پرایس (به انگلیسی: Edward "Ned" Price؛ ۲۲ نوامبر ۱۹۸۲) یک دیپلمات اهل ایالات متحده است که از سال ۲۰۲۴ تا ۲۰۲۵ به‌عنوان قائم‌‌مقام سفیر ایالات متحده آمریکا در سازمان ملل متحد فعالیت کرد . وی بین سال‌های ۲۰۲۱ تا ۲۰۲۳ سخنگوی وزارت امور خارجه ایالات متحده بود. او قبلاً به‌عنوان مشاور سیاسی فعالیت کرده و یک افسر اطلاعاتی سابق است که از سال ۲۰۰۶ تا فوریه ۲۰۱۷ در آژانس اطلاعات مرکزی ایالات متحده (سیا) کار می‌کرد. در تاریخ ۲۰ فوریه ۲۰۱۷، پرایس با انتشار یک مقاله در واشینگتن پست، تصمیم خود را برای بازنشستگی از CIA به جای کار در دولت دونالد ترامپ شرح داد. این مقاله بحث‌های گسترده‌ای را برانگیخت.

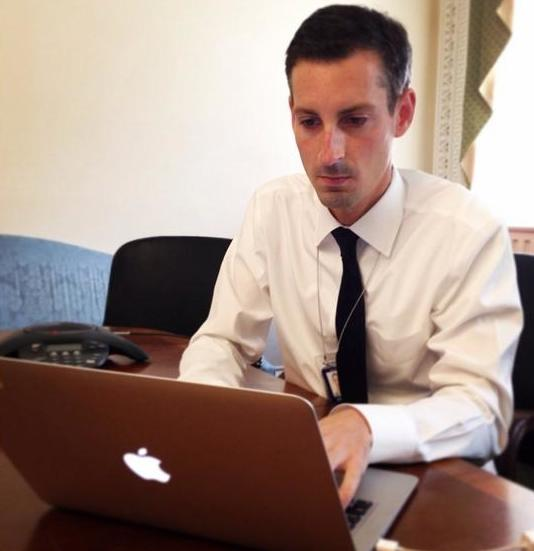
پرایس در حال وبلاگ نویسی در کاخ سفید (۲۰۱۴)

پرایس در اوایل زندگی حرفه‌ای خود، به‌عنوان یک تحلیلگر اطلاعاتی کار می‌کرد. تمرکز وی بر آشکارسازی و ایجاد اختلال در حملات احتمالی تروریستی علیه ایالات متحده و منافع آن بود. در سال ۲۰۱۳، مادر جونز از پرایس در دفاع از تأمین مالی تحقیقات در مورد گرم شدن کره زمین توسط سیا، در برابر انتقاد منکران قدرتمند جمهوری‌خواه تغییر اقلیم در کنگره نقل قول کرد. در ادامه کار پرایس در سیا، او را به شورای امنیت ملی منتقل کردند، که او در آنجا به‌عنوان سخنگوی آن شورا و به‌عنوان دستیار ویژه رئیس‌جمهور باراک اوباما فعالیت کرد. پرایس  در کتاب ۲۰۱۸، بال غربی‌ها: داستانهایی از تعقیب کنندگان رؤیا، سازندگان تغییر و آفرینندگان امید در داخل کاخ سفید اوباما دربارهٔ تجربیات خود در دوران ریاست جمهوری اوباما بحث می‌کند.